# A Szilícium-völgy epizódjainak listája
Ez a cikk a Szilícium-völgy című sorozat epizódjait listázza.

## Évados áttekintés
| Évad | Évad | Epizódok | Eredeti sugárzás  | Eredeti sugárzás  | Eredeti adó | Magyar sugárzás    | Magyar sugárzás    | Magyar adó |
| Évad | Évad | Epizódok | Évadpremier       | Évadfinálé        | Eredeti adó | Évadpremier        | Évadfinálé         | Magyar adó |
| ---- | ---- | -------- | ----------------- | ----------------- | ----------- | ------------------ | ------------------ | ---------- |
|      | 1    | 8        | 2014. április 6.  | 2014. június 1.   | HBO         | 2014. május 20.    | 2014. július 8.    | HBO        |
|      | 2    | 10       | 2015. április 12. | 2015. június 14.  | HBO         | 2015. május 12.    | 2015. július 14.   | HBO        |
|      | 3    | 10       | 2016. április 24. | 2016. június 26.  | HBO         | 2016. április 25.  | 2016. június 27.   | HBO        |
|      | 4    | 10       | 2017. április 23. | 2017. június 25.  | HBO         | 2017. április 24.  | 2017. június 26.   | HBO        |
|      | 5    | 8        | 2018. március 25. | 2018. május 13.   | HBO         | 2018. március 26.  | 2018. május 14.    | HBO        |
|      | 6    | 7        | 2019. október 27. | 2019. december 8. | HBO         | 2019. november 10. | 2019. december 22. | HBO        |

## 1. évad (2014)
| Sor. | Év. | Cím                                                         | Rendező      | Író                                         | Premier                            | Nézettség   |
| ---- | --- | ----------------------------------------------------------- | ------------ | ------------------------------------------- | ---------------------------------- | ----------- |
| 1.   | 1.  | Korlátozott funkcionalitású termék (Minimum Viable Product) | Mike Judge   | Mike Judge, John Altschuler és Dave Krinsky | 2014. április 6. 2014. május 20.   | 1,98 millió |
| 2.   | 2.  | Tulajdonosi felosztás (The Cap Table)                       | Mike Judge   | Carson Mell                                 | 2014. április 13. 2014. május 27.  | 1,69 millió |
| 3.   | 3.  | Alapító okirat (Articles of Incorporation)                  | Tricia Brock | Matteo Borghese és Rob Turbovsky            | 2014. április 20. 2014. június 3.  | 1,62 millió |
| 4.   | 4.  | Bizalmi kötelezettségek (Fiduciary Duties)                  | Maggie Carey | Ron Weiner                                  | 2014. április 27. 2014. június 10. | 1,55 millió |
| 5.   | 5.  | Megítélési kockázatok (Signaling Risk)                      | Alec Berg    | Jessica Gao                                 | 2014. május 4. 2014. június 17.    | 1,82 millió |
| 6.   | 6.  | Külsős bevonása (Third Party Insourcing)                    | Alec Berg    | Dan O'Keefe                                 | 2014. május 11. 2014. június 24.   | 1,69 millió |
| 7.   | 7.  | Megvalósíthatósági példa (Proof of Concept)                 | Mike Judge   | Clay Tarver                                 | 2014. május 18. 2014. július 1.    | 1,68 millió |
| 8.   | 8.  | Optimális hatékonyság (Optimal Tip-to-Tip Efficiency)       | Mike Judge   | Alec Berg                                   | 2014. június 1. 2014. július 8.    | 1,74 millió |

## 2. évad (2015)
| Sor. | Év. | Cím                                          | Rendező    | Író           | Premier                           | Nézettség   |
| ---- | --- | -------------------------------------------- | ---------- | ------------- | --------------------------------- | ----------- |
| 9.   | 1.  | Tánc a futóhomokon (Sand Hill Shuffle)       | Mike Judge | Clay Tarver   | 2015. április 12. 2015. május 12. | 2,13 millió |
| 10.  | 2.  | Likvidációs érték (Runaway Devaluation)      | Mike Judge | Ron Weiner    | 2015. április 19. 2015. május 19. | 1,73 millió |
| 11.  | 3.  | Rossz pénz (Bad Money)                       | Alec Berg  | Alec Berg     | 2015. április 26. 2015. május 26. | 1,94 millió |
| 12.  | 4.  | A hölgy (The Lady)                           | Alec Berg  | Carson Mell   | 2015. május 3. 2015. június 2.    | 1,75 millió |
| 13.  | 5.  | Szerv kapacitás (Server Space)               | Mike Judge | Sonny Lee     | 2015. május 10. 2015. június 9.   | 1,53 millió |
| 14.  | 6.  | Homicide (Homicide)                          | Mike Judge | Carrie Kemper | 2015. május 17. 2015. június 16.  | 1,54 millió |
| 15.  | 7.  | Felnőtt tartalom (Adult Content)             | Alec Berg  | Amy Aniobi    | 2015. május 24. 2015. június 23.  | 1,60 millió |
| 16.  | 8.  | Rossz hacker/Jó hacker (White Hat/Black Hat) | Alec Berg  | Daniel Lyons  | 2015. május 31. 2015. június 30.  | 1,78 millió |
| 17.  | 9.  | Választott bíráskodás (Binding Arbitration)  | Mike Judge | Dan O'Keefe   | 2015. június 7. 2015. július 7.   | 1,87 millió |
| 18.  | 10. | A keselyű két napja (Two Days of the Condor) | Alec Berg  | Alec Berg     | 2015. június 14. 2015. július 14. | 2,11 millió |

## 3. évad (2016)
| Sor. | Év. | Cím                                                     | Rendező          | Író             | Premier                             | Nézettség   |
| ---- | --- | ------------------------------------------------------- | ---------------- | --------------- | ----------------------------------- | ----------- |
| 19.  | 1.  | Alapító barát környezet (Founder Friendly)              | Mike Judge       | Dan O'Keefe     | 2016. április 24. 2016. április 25. | 1,86 millió |
| 20.  | 2.  | A doboz (Two in the Box)                                | Mike Judge       | Ron Weiner      | 2016. május 1. 2016. május 2.       | 1,72 millió |
| 21.  | 3.  | A tarisznya csel (Meinertzhagen's Haversack)            | Charlie McDowell | Adam Countee    | 2016. május 8. 2016. május 9.       | 1,69 millió |
| 22.  | 4.  | Melient (Maleant Data Systems Solutions)                | Charlie McDowell | Donick Cary     | 2016. május 15. 2016. május 16.     | 1,89 millió |
| 23.  | 5.  | Az üres szék (The Empty Chair)                          | Eric Appel       | Megan Amram     | 2016. május 22. 2016. május 23.     | 1,71 millió |
| 24.  | 6.  | A Bachman buli (Bachmanity Insanity)                    | Eric Appel       | Carson Mell     | 2016. május 29. 2016. május 30.     | 1,62 millió |
| 25.  | 7.  | Egy jobb bétáért (To Build a Better Beta)               | Jamie Babbit     | John Levenstein | 2016. június 5. 2016. június 6.     | 1,70 millió |
| 26.  | 8.  | Pénzügyi Bachman sztrófa (Bachman's Earnings Over-Ride) | Jamie Babbit     | Carrie Kemper   | 2016. június 12. 2016. június 13.   | 1,64 millió |
| 27.  | 9.  | Aktív felhasználók (Daily Active Users)                 | Alec Berg        | Clay Tarver     | 2016. június 19. 2016. június 20.   | 1,63 millió |
| 28.  | 10. | A tüske (The Uptick)                                    | Alec Berg        | Alec Berg       | 2016. június 26. 2016. június 27.   | 2,04 millió |

## 4. évad (2017)
| Sor. | Év. | Cím                                         | Rendező      | Író                           | Premier                             | Nézettség   |
| ---- | --- | ------------------------------------------- | ------------ | ----------------------------- | ----------------------------------- | ----------- |
| 29.  | 1.  | Ihletett hiba (Success Failure)             | Mike Judge   | Alec Berg                     | 2017. április 23. 2017. április 24. | 0,87 millió |
| 30.  | 2.  | Felhasználási feltételek (Terms of Service) | Mike Judge   | Clay Tarver                   | 2017. április 30. 2017. május 1.    | 0,76 millió |
| 31.  | 3.  | Szellemi érték (Intellectual Property)      | Jamie Babbit | Carrie Kemper                 | 2017. május 7. 2017. május 8.       | 0,77 millió |
| 32.  | 4.  | Csapat építés (Teambuilding Exercise)       | Jamie Babbit | Meghan Pleticha               | 2017. május 14. 2017. május 15.     | 0,86 millió |
| 33.  | 5.  | A vérfiú (The Blood Boy)                    | Tim Roche    | Adam Countee                  | 2017. május 21. 2017. május 22.     | 0,84 millió |
| 34.  | 6.  | Ügyfélszolgálat (Customer Service)          | Clay Tarver  | Graham Wagner és Shawn Boxe   | 2017. május 28. 2017. május 29.     | 0,73 millió |
| 35.  | 7.  | Szabadalmi troll (The Patent Troll)         | Jamie Babbit | Andrew Law                    | 2017. június 4. 2017. június 5.     | 0,86 millió |
| 36.  | 8.  | A Keenan örvény (The Keenan Vortex)         | Jamie Babbit | Graham Wagner és Rachele Lynn | 2017. június 11. 2017. június 12.   | 0,80 millió |
| 37.  | 9.  | A Hooli-Con (Hooli-Con)                     | Mike Judge   | Chris Provenzano              | 2017. június 18. 2017. június 19.   | 0,84 millió |
| 38.  | 10. | Szerver hiba (Server Error)                 | Mike Judge   | Dan O'Keefe                   | 2017. június 25. 2017. június 26.   | 0,79 millió |

## 5. évad (2018)
| Sor. | Év. | Cím                                                                   | Rendező             | Író           | Premier                             | Nézettség   |
| ---- | --- | --------------------------------------------------------------------- | ------------------- | ------------- | ----------------------------------- | ----------- |
| 39.  | 1.  | Gyors növekedés vagy lassú halál (Grow Fast or Die Slow)              | Mike Judge          | Ron Weiner    | 2018. március 25. 2018. március 26. | 0,70 millió |
| 40.  | 2.  | Újratervezés (Reorientation)                                          | Mike Judge          | Carson Mell   | 2018. április 1. 2018. április 2.   | 0,59 millió |
| 41.  | 3.  | Műszaki igazgató (Chief Operating Officer)                            | Jamie Babbit        | Carrie Kemper | 2018. április 8. 2018. április 9.   | 0,62 millió |
| 42.  | 4.  | Fejlesztő térítő (Tech Evangelist)                                    | Jamie Babbit        | Josh Lieb     | 2018. április 15. 2018. április 16. | 0,61 millió |
| 43.  | 5.  | Arcfelismerés (Facial Recognition)                                    | Gillian Robespierre | Graham Wagner | 2018. április 22. 2018. április 23. | 0,86 millió |
| 44.  | 6.  | Mesterséges érzelmi intelligencia (Artificial Emotional Intelligence) | Matt Ross           | Anthony King  | 2018. április 29. 2018. április 30. | 1,02 millió |
| 45.  | 7.  | Nyilvános kriptovaluta kibocsátás (Initial Coin Offering)             | Mike Judge          | Clay Tarver   | 2018. május 6. 2018. május 7.       | 0,85 millió |
| 46.  | 8.  | 51% (Fifty-One Percent)                                               | Alec Berg           | Alec Berg     | 2018. május 13. 2018. május 14.     | 0,71 millió |

## 6. évad (2019)
| Sor. | Év. | Cím                                                           | Rendező      | Író           | Premier                               | Nézettség   |
| ---- | --- | ------------------------------------------------------------- | ------------ | ------------- | ------------------------------------- | ----------- |
| 47.  | 1.  | Mesterséges unintelligencia (Artificial Lack of Intelligence) | Mike Judge   | Ron Weiner    | 2019. október 27. 2019. november 10.  | 0,45 millió |
| 48.  | 2.  | Mocskos pénz (Blood Money)                                    | Mike Judge   | Carson Mell   | 2019. november 3. 2019. november 17.  | 0,38 millió |
| 49.  | 3.  | Hooli-Hop (Hooli Smokes!)                                     | Liza Johnson | Sarah Walker  | 2019. november 10. 2019. november 24. | 0,46 millió |
| 50.  | 4.  | Maximális alfaság (Maximizing Alphaness)                      | Liza Johnson | Daisy Gardner | 2019. november 17. 2019. december 1.  | 0,45 millió |
| 51.  | 5.  | Tetika (Tethics)                                              | Pete Chatmon | Lew Morton    | 2019. november 24. 2019. december 8.  | 0,31 millió |
| 52.  | 6.  | RussFest (RussFest)                                           | Matt Ross    | Carrie Kemper | 2019. december 1. 2019. december 15.  | 0,41 millió |
| 53.  | 7.  | Kilépés az eseményből (Exit Event)                            | Alec Berg    | Alec Berg     | 2019. december 8. 2019. december 22.  | 0,45 millió |